# Horní Kramolín - Ovesné
Horní Kramolín - Ovesné este o arie protejată (arie specială de conservare — SAC, sit de importanță comunitară — SCI) din Republica Cehă întinsă pe o suprafață de 18,14 ha, integral pe uscat.

## Localizare
Centrul sitului Horní Kramolín - Ovesné este situat la coordonatele 49°57′27″N 12°47′57″E / 49.9575°N 12.799167°E.

## Înființare
Situl Horní Kramolín - Ovesné a fost declarat sit de importanță comunitară în aprilie 2005 pentru a proteja 1 specie de animale. Situl a fost protejat și ca arie specială de conservare în iulie 2012.

## Biodiversitate
Situată în ecoregiunea continentală, aria protejată nu include niciun habitat protejat.
La baza desemnării sitului se află o specie protejată de  nevertebrate: fluturele auriu (Euphydryas aurinia).